# NTNUI
Norges teknisk-naturvitenskapelige universitets idrettsforening (NTNUI) er Norges største idrætsforening med mere end 12.000 medlemmer og et bredt spekter af udøvere på alle niveauer i mere end 50 forskellige sportsgrene.
Idrætsforeningen er formelt knyttet til Norges teknisk-naturvitenskapelige universitet som holder til i Trondheim.
NTNUI Langrenn er den klub, som har flest deltagere med i Birkebeinerrennet (170 deltagere i 2010).
De forskellige idrætsgrene med egne grupper i NTNUI:
- Aikido
- Amerikansk fodbold
- Badminton
- Boldspil/motion
- Bandy
- Baseball og Softball
- Basketball
- Bordtennis
- Capoeira
- Cricket
- Dans
- Drill
- Twirling
- Undervandsrugby
- Fægtning
- NTNUI Fotball
- Atletik
- Frisbee
- Golf
- Håndbold
- Floorball
- Ishockey
- Judo
- Karate
- Kitesurfing
- Lacrosse
- NTNUI Langrenn
- Orientering
- Padling
- Paintball
- Qwan Ki Do
- Ridning
- Roning
- Rugby
- Quidditch
- Sejling
- Jonglering
- Telemark-Alpint skiløb
- Ski- og fjeldsport
- Skiskydning
- Skydning
- Snowboard
- Squash
- Studenterhytta
- Styrkeløft
- Svømning
- Swing og Folkedans[1]
- Cykling
- NTNUI Tae Kwon Do
- Tennis
- Tindegruppa
- Triathlon
- Redskabsgymnastik
- Vandpolo
- Volleyball
- Windsurfing
- Wing Chun

I tillæg til idrætsgrene, har NTNUI også ansvar for NTNUI-koiene.